# Círculo de Barueli
Barouéli es una subdivisión administrativa (cercle o círculo) de la región de Segú, en Malí. En abril de 2009 tenía una población censada de 202 866 habitantes y estaba formada por las siguientes comunas o municipios, que se muestran igualmente con población de abril de 2009:
- Barouéli 42,862
- Boidie 22,056
- Dougoufie 9,260
- Gouendo 10,588
- Kalake 16,509
- Konobougou 37,236
- N'Gassola5,660
- Sanando 32,643
- Somo 6,875
- Tamani 13,059
- Tesserla 6,118[1]